# Isen
Isen er en købstad (markt) i Landkreis Erding i Regierungsbezirk Oberbayern i den tyske delstat Bayern. Den ligger i dalen til floden Isen (flod) omkring 40 km øat for München. Det er den sydligste , og med godt 5.000 den fjerdestørste kommune i Landkreis Erding.

## Geografi
Byen Isen ligger cirka 20 km sydøst for landkreisens administrationsby Erding, 11 km sydvest for Dorfen, 26 km nordvest for Wasserburg am Inn og 18 km nord for Ebersberg. Til Flughafen München er der 34 km.
Til kommunen hører landsbyerne Berging, Burgrain, Lichtenweg, Mittbach, Pemmering, Rosenberg, Schnaupping og Westach.